# ستيغماتموسيتين
الستيغماتموسيتين (بالإنجليزية: Sterigmatocystin)‏ هو مستقلب سام مرتبط ارتباطا وثيقًا بالأفلاتوكسين، ويتكون من نواة زانثون مرتبطة بهيكل بيفوران. وينتج الستيغماتموسيتين أساسا من الفطريات Aspergillus nidulans و A. versicolor. وقد أفيد في حبوب متعفن، حبوب البن الأخضر والجبن على الرغم من أن المعلومات عن حدوثه في الأطعمة محدودة. ويبدو أنه يحدث بشكل أقل تكرارًا من الأفلاتوكسين، على الرغم من أن الأساليب التحليلية لتحديده لم تكن حساسة حتى وقت قريب، ولذلك فمن المحتمل أن لا يتم الكشف عن تركيزات صغيرة في السلع الغذائية. على الرغم من كونه مادة مسرطنة كبدية شبيهة بالأفلاتوكسين B1، إلا أن المعرفة الحالية تشير إلى أنه لا يوجد في أي مكان قريب من انتشاره. إذا كان هذا هو الوضع الحقيقي، فسيكون من المبرر اعتبار الستيروكماتوستين على أنه مجرد خطر على المستهلكين في ظروف خاصة أو غير اعتيادية. وهناك عدد من المركبات وثيقة الصلة مثل o-methyl الستيغماتموسيتين معروفة، وبعضها قد يحدث بشكل طبيعي.

## الخصائص الكيميائية والفيزيائية
يشكل الستيروجماتوكستين إبرًا صفراء شاحبة والتي تكون قابلة للذوبان بسهولة في الميثانول والإيثانول والأسيتونتريل والبنزين والكلوروفورم. يتفاعل الستيغماتموسيتين مع محلول ساخن من هيدروكسيد البوتاسيوم والإيثانول ويمكن بسهولة ميثليته بواسطة ميوديد يوديد. العلاج بالإيثانول في الحمض ينتج داي هيدرويثوكسيستيروج ميكوكستين.

## السمية والأهمية
إن التأثيرات السامة للستيرو ميتوكستوسين هي نفسها كتلك الموجودة في الأفلاتوكسين ب 1. ومن ثم يعتبر بمثابة مادة مسرطنة قوية، مطفرة، وماسخة. هو أقل سمية حادة إلى القوارض والقرود لكن يبدو أكثر سمية قليلا إلى أسماك حمار وحشي. يزيد الجرعة المميتة 50 في الفئران على 800 مغ / كغ. تبلغ الجرعة المميتة 50 في فئران ويستار 166 ميلي غرام لكل كيلوغرام في الذكور و 120 مغ / كغ في الإناث و 60-65 مجم / كجم للملكية الفكرية. إدارة في الذكور. الملكية الفكرية. الجرعة المميتة من الجرعة المميتة لمدة 10 أيام لقرود الفرفت هي 32 ملغم / كغم.
تشمل الأعراض المزمنة تحريض الورم الكبدي في الفئران، والأورام الرئوية في الفئران، والآفات الكلوية، والتغييرات في الكبد والكليتين من القردة الخضراء الأفريقية. وأظهرت الفئران التي غذيت من 5-10 ملغم / كغم من الستيرو ميتوسكوسين لمدة عامين حدوث 90٪ من أورام الكبد. وقد اقترح أن الستيغماتموسيتين هو حوالي 1/10 كمادة مسرطنة قوية مثل الأفلاتوكسين B1.
وشملت التأثيرات السامة للحيوانات المختبرية التي تغذيها الستيغماتموسيتين إلحاق الضرر بالكلى والكبد والإسهال. الجلد والأورام الكبدية مستحثة في الفئران باستخدام الجلد. تم العثور على الماشية التي تظهر الإسهال الدموي، وفقدان إنتاج الحليب وفي بعض الحالات الموت لابتلاع العلف الذي يحتوي على Aspergillus المبرقشة ومستويات عالية من الستيغماتموسيتين من حوالي 8 ملغم / كغم. وتمت مقارنة السمية الحادة، والسرطنة، والأيض من الستيغماتموسيتين مع تلك للأفلاتوكسين والعديد من السموم الفطرية السمية الأخرى.
إن تصنيف IARC للستيروسماتوستيروستين هو المجموعة 2 ب، وهو ما يعني أنه مسرطن من ضمن أنواع أخرى، وربما يكون مسرطنًا للبشر، إلا أنه لم يتم إثبات وجود صلة نهائية بين التعرض البشري والسرطان.

## المنتجات المتضررة والحوادث الطبيعية
لم يتم الإبلاغ عن حدوث الستيغماتموسيتين في المواد الخام والأغذية في كثير من الأحيان. وعادة ما تكون الحالات المبلغ عنها على المواد المتعفنة أو الرديئة مثل القمح والذرة والعلف الحيواني والجبن الصلب وجوز البقان وحبوب البن الأخضر. في حين أن نقص المعلومات هذا قد يكون ناجما عن أوجه القصور في الطرق التحليلية، حيث أجريت دراسات استقصائية عن منتجات ذات نوعية جيدة من خلال منهجية موثوقة، نادرا ما وجد الستيغماتموسيتين إن وجد. ومع ذلك، هناك حاجة إلى مزيد من التأكيدات قبل أن يتم استبعاد الستيروكماتوكستين كخطر محتمل لأن A. versicolor تم عزله بشكل متكرر من الحبوب ومنتجات الحبوب والفواكه ومربى الحمضيات ومنتجات اللحوم المجففة وعصير الجريب فروت. مستويات عالية نسبيا من الستيغماتموسيتين تم تشكيلها في الخبز، ولحم الخنزير المملح والسلامي بعد التلقيح مع A. versicolor. أكثر مما في الغذاء، غالبًا ما توجد الستيغماتموسيتين في المباني المتضررة بالماء *.

## أخذ العينات والتحليل
وقد استندت طرق استخراج الستيغماتموسيتين بشكل شائع إلى خليط من الأسيتونيتريل و 4٪ من كلوريد البوتاسيوم المائي. إن طرق الكشف باستخدام TLC ليست حساسة للغاية مع وجود حد للكشف في نطاق 20-50 ميكروغرام / كغ. يجب رش ألواح TLC بكلوريد الألومنيوم وتسخينه. تم الإبلاغ عن طرق تحليلية لتحديد الستيغماتموسيتين باستخدام HPLC ولكن مرة أخرى هذه ليست حساسة للغاية بسبب عدم امتصاص الأشعة فوق البنفسجية أو مضان، على الرغم من استخدام رد فعل عمود آخر مع كلوريد الألومنيوم لزيادة الحساسية. في الآونة الأخيرة، تم تطوير طرق باستخدام HPLC مرتبطة مع الكشف عن الطيف الكتلي الأيونية للضغط الجوي للأطعمة مثل الجبن والخبز ومنتجات الذرة.

## الاستقرار والمثابرة
يبدو أنه لا توجد تقارير حول استقرار الستيغماتموسيتين، بخلاف الحل، حيث تشبه الأفلاتوكسين. هناك تقرير واحد بأن غاز الفوسفين يخفض بشكل كبير تكوين الستيرو ميتوسكستوس عندما يتم تلقيح الحبوب باستخدام A. versicolor.

## التشريع والرقابة
لا يوجد في أي بلد تشريع لعدوى الستيغماتموسيتين. يبدو أن التواجد الطبيعي نادر الحدوث على الرغم من أنه لم يتم إجراء سوى عدد محدود من الاستطلاعات. بعد فترة وجيزة من التعرف عليها كمركب شديد السمية، استخدم قسم الخدمات الصحية بكاليفورنيا قيم TD50 من قاعدة بيانات «قوّة السرطان» لإنتاج مستويات «عدم وجود مخاطر كبيرة» بالنسبة للبشر. وكان المستوى الناتج 8 ميكروغرام / كيلوغرام من وزن الجسم في اليوم لكل شخص يبلغ وزنه 70 كيلوجرامًا.